# Kyupchal
Kyupchal är en ort i Azerbajdzjan.   Den ligger i distriktet Quba Rayonu, i den nordöstra delen av landet, 160 km nordväst om huvudstaden Baku. Kyupchal ligger 841 meter över havet och antalet invånare är 471.
Terrängen runt Kyupchal är kuperad. Närmaste större samhälle är Quba, 11,4 km öster om Kyupchal. 
Omgivningarna runt Kyupchal är en mosaik av jordbruksmark och naturlig växtlighet. Runt Kyupchal är det ganska glesbefolkat, med 48 invånare per kvadratkilometer.